# Omalodes punctistrius
Omalodes punctistrius är en skalbaggsart som beskrevs av Sylvain Auguste de Marseul 1853. Omalodes punctistrius ingår i släktet Omalodes och familjen stumpbaggar. Inga underarter finns listade i Catalogue of Life.